# Штелин, Йоханн Якоб
Йоханн Якоб Штелин (нем. Johann Jakob Stehlin; 20 января 1803 года, Базель, Швейцария — 18 декабря 1879 года, там же) — швейцарский политик от Радикально-демократической партии.
Штелин был мэром родного Базеля с 1858 по 1868 год. Он также представлял кантон Базель-Штадт в Национальном совете, в котором председательствовал в 1858—1859 и 1867 годах, а затем в Совете кантонов.
11 июля 1855 года Штелин был избран в состав Федерального совета Швейцарии на смену умершему Мартину Йозефу Мунцингеру. На следующий день он отказался от выборов, став первым из пяти избранных членов совета, сделавших это. 14 июля на его место был избран Йозеф Мартин Кнюзель.
Известны также двое сыновей Штелина: Карл Рудольф Штелин — член Совета кантонов и Иоганн Якоб Штелин младший — известный архитектор.